# هانس نوینفلس
هانس نوینفلس (آلمانی: Hans Neuenfels؛ زادهٔ ۳۱ مهٔ ۱۹۴۱ — ۶ فوریهٔ ۲۰۲۲) نویسنده، شاعر، لیبرتو، تهیه‌کننده فیلم و کارگردان نمایش اهل آلمان بود. از فیلم‌ها یا مجموعه‌های تلویزیونی که وی در آن‌ها نقش داشته است می‌توان به «دستبرد به حرمسرا» و اپرای «خفاش» اشاره نمود.

## زندگی‌نامه و حرفه
نویفلس که در کرفلد متولد شد، در جوانی نثر و شعر منتشر می‌کرد. او در ملاقات با ماکس ارنست تحت تأثیر او قرار گرفت و تا مدتی منشی او بود.  او از ۱۹۶۱ تا ۱۹۶۴ در دانشگاه فنی فولک‌وانگ در اسن در رشته درام و کارگردانی به تحصیل پرداخت، او در دهه ۱۹۶۰ در سمینار مکس راینهارت در وین شرکت کرد، جایی که با الیزابت تریسه‌نار، آرتیست و همسر آینده‌اش آشنا شد. او در هایدلبرگ، دارمشتات، بازل، کلن، و از سال ۱۹۷۲ در تئاتر فرانکفورت کار کرد، جایی که همراه با پیتر پالیتزش به صورت رمزگذاری (تئاتر مشارکت) را شکل داد.  وی در دهه ۱۹۷۰ به سرعت خود را به عنوان یکی از نمایندگان برجسته تئاتر رژیت آلمان تثبیت کرد. او با دعوت شدن به سالن‌های برجسته‌ای مانند تئاتر بورگ اغلب تولیداتش مورد بحث قرار می‌گرفتند. نویفلس با بازیگران مشهوری از جمله کلاوس ماریا براندوئر و آن بننت با کارگردانی کلایستس پنته‌سیلی در تئاتر شیلر در برلین و با تریس‌نار در نقش اصلی با برنهارد مینتی یک رؤیای نیمه شب تابستان شکسپیررا را اجرا کرد. او در تئاتر بورگ، دختر کوچک اهل هایلبرون اثر کلایست و لولو در خانه بازی زوریخ ودکایند را کارگردانی کرد. از ۱۹۸۶ تا ۱۹۹۰، نویفلس مدیر کل در فولکسبونه برلین بود.

## زندگی شخصی و مرگ
در حین تحصیل در وین، نوینفلس با بازیگر اتریشی الیزابت تریسه‌نار آشنا شد و متعاقباً با او ازدواج کرد. پسر آنها، بندیکت نوینفلس، یک فیلمبردار است. آنها در برلین زندگی می‌کردند و صاحب یک اقامتگاه تابستانی در آلتاوسی، اتریش بودند. نوینفلس رمانی به نام ایزاکاروس نوشت که در سال ۱۹۹۱ منتشر شد. مجموعه‌ای از مقالات او، چگونه یک فرد نیازمند فراوان موسیقی است؟ در سال ۲۰۰۹ منتشر شد، و یک خودزندگی‌نامه به نام Das Bastardbuch (کتاب حرامزاده) در سال ۲۰۱۱ منتشر کرد.
نوینفلس در ۶ فوریه ۲۰۲۲ در برلین در ۸۰ سالگی در اثر ابتلا به کووید-۱۹ درگذشت.